# Danh sách cầu thủ tham dự giải vô địch bóng đá U-19 châu Âu 2016
Mỗi đội tuyển tham gia phải đăng ký đội hình 18 cầu thủ, trong đó có 2 cầu thủ phải là thủ môn.
Cầu thủ in đậm từng thi đấu cho đội tuyển quốc gia.
Tuổi được tính đến ngày khai mạc giải đấu, 11 tháng 7 năm 2016.

## Bảng A

### Đức
Ngày 15 tháng 6 năm 2016, Đức công bố danh sách sơ loại 23 người. Ngày 7 tháng 7 năm 2016, Đức công bố đội hình chính thức.
Huấn luyện viên: Guido Streichsbier
| Số | VT | Cầu thủ                | Ngày sinh (tuổi)            | Trận | Bàn | Câu lạc bộ        |
| -- | -- | ---------------------- | --------------------------- | ---- | --- | ----------------- |
| 1  | TM | Dominik Reimann        | 18 tháng 6, 1997 (19 tuổi)  | 3    | 0   | Borussia Dortmund |
| 2  | HV | Phil Neumann           | 8 tháng 7, 1997 (19 tuổi)   | 4    | 1   | Schalke 04        |
| 3  | HV | Maximilian Mittelstädt | 18 tháng 3, 1997 (19 tuổi)  | 5    | 0   | Hertha BSC        |
| 4  | HV | Lukas Boeder           | 18 tháng 4, 1997 (19 tuổi)  | 7    | 0   | Bayer Leverkusen  |
| 5  | HV | Benedikt Gimber        | 19 tháng 2, 1997 (19 tuổi)  | 9    | 0   | 1899 Hoffenheim   |
| 6  | HV | Gino Fechner           | 5 tháng 9, 1997 (18 tuổi)   | 7    | 0   | RB Leipzig        |
| 7  | TV | Suat Serdar            | 11 tháng 4, 1997 (19 tuổi)  | 7    | 2   | Mainz 05          |
| 8  | TV | Benjamin Henrichs      | 23 tháng 2, 1997 (19 tuổi)  | 8    | 1   | Bayer Leverkusen  |
| 9  | TĐ | Cedric Teuchert        | 14 tháng 1, 1997 (19 tuổi)  | 2    | 1   | 1. FC Nürnberg    |
| 10 | TV | Max Besuschkow         | 31 tháng 5, 1997 (19 tuổi)  | 7    | 3   | VfB Stuttgart     |
| 11 | TĐ | Philipp Ochs           | 17 tháng 4, 1997 (19 tuổi)  | 7    | 2   | 1899 Hoffenheim   |
| 12 | TM | Florian Müller         | 13 tháng 11, 1997 (18 tuổi) | 3    | 0   | Mainz 05          |
| 13 | TV | Fabian Reese           | 29 tháng 11, 1997 (18 tuổi) | 2    | 0   | Schalke 04        |
| 14 | TV | Gökhan Gül             | 17 tháng 7, 1998 (17 tuổi)  | 0    | 0   | VfL Bochum        |
| 15 | HV | Jannes Horn            | 6 tháng 2, 1997 (19 tuổi)   | 9    | 0   | VfL Wolfsburg     |
| 16 | TĐ | Janni Serra            | 13 tháng 3, 1998 (18 tuổi)  | 0    | 0   | Borussia Dortmund |
| 17 | TV | Marvin Mehlem          | 9 tháng 11, 1997 (18 tuổi)  | 5    | 2   | Karlsruher SC     |
| 18 | TV | Amara Condé            | 6 tháng 1, 1997 (19 tuổi)   | 8    | 1   | VfL Wolfsburg     |

### Ý
Ngày 7 tháng 7 năm 2016, Ý công bố đội hình chính thức.
Huấn luyện viên: Paolo Vanoli
| Số | VT | Cầu thủ           | Ngày sinh (tuổi)            | Trận | Bàn | Câu lạc bộ |
| -- | -- | ----------------- | --------------------------- | ---- | --- | ---------- |
| 1  | TM | Alex Meret        | 22 tháng 3, 1997 (19 tuổi)  |      |     | Udinese    |
| 2  | HV | Davide Vitturini  | 21 tháng 2, 1997 (19 tuổi)  |      |     | Pescara    |
| 3  | HV | Federico Dimarco  | 10 tháng 11, 1997 (18 tuổi) |      |     | Empoli     |
| 4  | TV | Nicolò Barella    | 7 tháng 2, 1997 (19 tuổi)   |      |     | Cagliari   |
| 5  | HV | Filippo Romagna   | 26 tháng 5, 1997 (19 tuổi)  |      |     | Juventus   |
| 6  | TV | Manuel Locatelli  | 8 tháng 1, 1998 (18 tuổi)   |      |     | Milan      |
| 7  | TV | Simone Edera      | 9 tháng 1, 1997 (19 tuổi)   |      |     | Torino     |
| 8  | TV | Alberto Picchi    | 12 tháng 8, 1997 (18 tuổi)  |      |     | Empoli     |
| 9  | TĐ | Andrea Favilli    | 17 tháng 5, 1997 (19 tuổi)  |      |     | Livorno    |
| 10 | TĐ | Simone Minelli    | 8 tháng 1, 1997 (19 tuổi)   |      |     | Fiorentina |
| 11 | TV | Phápsco Cassata   | 15 tháng 7, 1997 (18 tuổi)  |      |     | Juventus   |
| 13 | HV | Giuseppe Pezzella | 29 tháng 11, 1997 (18 tuổi) |      |     | Palermo    |
| 14 | TV | Simone Pontisso   | 20 tháng 3, 1997 (19 tuổi)  |      |     | Udinese    |
| 15 | HV | Mauro Coppolaro   | 10 tháng 3, 1997 (19 tuổi)  |      |     | Udinese    |
| 16 | TĐ | Patrick Cutrone   | 3 tháng 1, 1998 (18 tuổi)   |      |     | Milan      |
| 17 | TĐ | Giuseppe Panico   | 10 tháng 5, 1997 (19 tuổi)  |      |     | Genoa      |
| 18 | TV | Paolo Ghiglione   | 2 tháng 2, 1997 (19 tuổi)   |      |     | Genoa      |
| 22 | TM | Andrea Zaccagno   | 27 tháng 5, 1997 (19 tuổi)  |      |     | Torino     |

### Áo
Huấn luyện viên: Rupert Marko
| Số | VT | Cầu thủ             | Ngày sinh (tuổi)           | Trận | Bàn | Câu lạc bộ         |
| -- | -- | ------------------- | -------------------------- | ---- | --- | ------------------ |
| 1  | TM | Paul Gartler        | 10 tháng 3, 1997 (19 tuổi) |      |     | Rapid Wien         |
| 2  | TV | Xaver Schlager      | 28 tháng 9, 1997 (18 tuổi) |      |     | Red Bull Salzburg  |
| 3  | HV | Stefan Perić        | 13 tháng 2, 1997 (19 tuổi) |      |     | VfB Stuttgart II   |
| 4  | TV | Marco Krainz        | 17 tháng 5, 1997 (19 tuổi) |      |     | Áo Lustenau        |
| 5  | TV | Benjamin Kaufmann   | 14 tháng 6, 1997 (19 tuổi) |      |     | Unattached         |
| 6  | HV | Stefan Posch        | 14 tháng 5, 1997 (19 tuổi) |      |     | Hoffenheim 1899 II |
| 7  | TV | Sandi Lovrić        | 28 tháng 3, 1998 (18 tuổi) |      |     | Sturm Graz         |
| 8  | TV | Albin Gashi         | 25 tháng 1, 1997 (19 tuổi) |      |     | Rapid Wien         |
| 9  | TĐ | Arnel Jakupovic     | 29 tháng 5, 1997 (19 tuổi) |      |     | Middlesbrough      |
| 10 | TV | Philipp Malicsek    | 3 tháng 6, 1997 (19 tuổi)  |      |     | Rapid Wien         |
| 11 | TV | Simon Pirkl         | 3 tháng 4, 1997 (19 tuổi)  |      |     | Wacker Innsbruck   |
| 14 | HV | Maximilian Wöber    | 4 tháng 2, 1998 (18 tuổi)  |      |     | Rapid Wien         |
| 15 | HV | Manuel Maranda      | 9 tháng 7, 1997 (19 tuổi)  |      |     | Admira Wacker      |
| 16 | TV | Wilhelm Vorsager    | 26 tháng 6, 1997 (19 tuổi) |      |     | Admira Wacker      |
| 17 | TĐ | Fabian Gmeiner      | 17 tháng 1, 1997 (19 tuổi) |      |     | Unattached         |
| 19 | TĐ | Patrick Hasenhüttl  | 20 tháng 5, 1997 (19 tuổi) |      |     | FC Ingolstadt II   |
| 20 | HV | Sandro Ingolitsch   | 18 tháng 4, 1997 (19 tuổi) |      |     | FC Liefering       |
| 21 | TM | Tobias Schützenauer | 19 tháng 5, 1997 (19 tuổi) |      |     | Sturm Graz         |

### Bồ Đào Nha
Ngày 16 tháng 6 năm 2016, Bồ Đào Nha công bố đội hình sơ loại 23 người. On 7 July, Peixe công bố đội hình chính thức.
Huấn luyện viên: Emílio Peixe
| Số | VT | Cầu thủ            | Ngày sinh (tuổi)           | Trận | Bàn | Câu lạc bộ           |
| -- | -- | ------------------ | -------------------------- | ---- | --- | -------------------- |
| 1  | TM | Pedro Silva        | 13 tháng 2, 1997 (19 tuổi) | 8    | 0   | Sporting CP          |
| 2  | HV | Pedro Empis        | 1 tháng 2, 1997 (19 tuổi)  | 11   | 0   | Sporting CP          |
| 3  | HV | Rúben Dias         | 14 tháng 5, 1997 (19 tuổi) | 18   | 2   | Benfica              |
| 4  | HV | Francisco Ferreira | 26 tháng 3, 1997 (19 tuổi) | 9    | 1   | Benfica              |
| 5  | HV | Yuri Ribeiro       | 24 tháng 1, 1997 (19 tuổi) | 9    | 0   | Benfica              |
| 6  | TV | Pedro Rodrigues    | 20 tháng 5, 1997 (19 tuổi) | 19   | 3   | Benfica              |
| 7  | TĐ | Diogo Gonçalves    | 6 tháng 2, 1997 (19 tuổi)  | 9    | 0   | Benfica              |
| 8  | TV | Gonçalo Rodrigues  | 18 tháng 7, 1997 (18 tuổi) | 12   | 3   | Benfica              |
| 9  | TĐ | Xande Silva        | 16 tháng 3, 1997 (19 tuổi) | 17   | 4   | Vitória de Guimarães |
| 10 | TV | João Carvalho      | 9 tháng 3, 1997 (19 tuổi)  | 7    | 1   | Benfica              |
| 11 | TĐ | Aurélio Buta       | 10 tháng 2, 1997 (19 tuổi) | 12   | 4   | Benfica              |
| 12 | TM | Diogo Costa        | 19 tháng 9, 1999 (16 tuổi) | 0    | 0   | Porto                |
| 13 | HV | Pedro Pacheco      | 27 tháng 1, 1997 (19 tuổi) | 0    | 0   | Basel                |
| 14 | TĐ | Pedro Delgado      | 7 tháng 4, 1997 (19 tuổi)  | 8    | 3   | Inter Milan          |
| 15 | HV | Diogo Dalot        | 18 tháng 3, 1999 (17 tuổi) | 0    | 0   | Porto                |
| 16 | TV | Xadas              | 2 tháng 12, 1997 (18 tuổi) | 6    | 1   | Braga                |
| 17 | TĐ | Asumah Abubakar    | 10 tháng 5, 1997 (19 tuổi) | 0    | 0   | Willem II            |
| 18 | TĐ | Ricardo Almeida    | 9 tháng 5, 1997 (19 tuổi)  | 5    | 2   | Moreirense           |

## Bảng B

### Croatia
Ngày 27 tháng 6 năm 2016, Croatia công bố đội hình sơ loại 25 người.
Huấn luyện viên: Ferdo Milin
| Số | VT | Cầu thủ         | Ngày sinh (tuổi)            | Trận | Bàn | Câu lạc bộ    |
| -- | -- | --------------- | --------------------------- | ---- | --- | ------------- |
| 1  | TM | Karlo Letica    | 11 tháng 2, 1997 (19 tuổi)  |      |     | Hajduk Split  |
| 2  | HV | Matej Hudećek   | 27 tháng 12, 1998 (17 tuổi) |      |     | Dinamo Zagreb |
| 3  | HV | Silvio Anočić   | 10 tháng 9, 1997 (18 tuổi)  |      |     | Roma          |
| 4  | HV | Martin Erlić    | 24 tháng 1, 1998 (18 tuổi)  |      |     | Sassuolo      |
| 5  | HV | Vinko Soldo     | 15 tháng 2, 1998 (18 tuổi)  |      |     | Dinamo Zagreb |
| 6  | TV | Karlo Plantak   | 11 tháng 11, 1997 (18 tuổi) |      |     | Dinamo Zagreb |
| 7  | TV | Josip Brekalo   | 23 tháng 6, 1998 (18 tuổi)  |      |     | VfL Wolfsburg |
| 8  | TV | Bojan Knežević  | 28 tháng 1, 1997 (19 tuổi)  |      |     | Dinamo Zagreb |
| 9  | TĐ | Fran Brodić     | 8 tháng 1, 1997 (19 tuổi)   |      |     | Club Brugge   |
| 10 | TV | Andrija Balić   | 11 tháng 8, 1997 (18 tuổi)  |      |     | Udinese       |
| 11 | TV | Davor Lovren    | 3 tháng 10, 1998 (17 tuổi)  |      |     | Dinamo Zagreb |
| 12 | TM | Ivan Nevistić   | 31 tháng 7, 1998 (17 tuổi)  |      |     | Rijeka        |
| 13 | TĐ | Ivan Božić      | 8 tháng 6, 1997 (19 tuổi)   |      |     | Dinamo Zagreb |
| 14 | TV | Luka Ivanušec   | 26 tháng 11, 1998 (17 tuổi) |      |     | Lokomotiva    |
| 15 | TV | Marijan Čabraja | 25 tháng 2, 1997 (19 tuổi)  |      |     | Dinamo Zagreb |
| 16 | TV | Nikola Moro     | 12 tháng 3, 1998 (18 tuổi)  |      |     | Dinamo Zagreb |
| 17 | TV | Matija Fintić   | 2 tháng 12, 1997 (18 tuổi)  |      |     | Dinamo Zagreb |
| 18 | TV | Kristijan Jakić | 14 tháng 5, 1997 (19 tuổi)  |      |     | RNK Split     |

### Hà Lan
Ngày 28 tháng 6 năm 2016, Hà Lan công bố đội hình sơ loại 24 người.
Huấn luyện viên: Aron Winter
| Số | VT | Cầu thủ                | Ngày sinh (tuổi)            | Trận | Bàn | Câu lạc bộ   |
| -- | -- | ---------------------- | --------------------------- | ---- | --- | ------------ |
| 1  | TM | Yanick van Osch        | 24 tháng 3, 1997 (19 tuổi)  | 12   | 0   | PSV          |
| 2  | HV | Deyovaisio Zeefuik     | 11 tháng 3, 1998 (18 tuổi)  | 0    | 0   | Ajax         |
| 3  | TV | Pablo Rosario          | 7 tháng 1, 1997 (19 tuổi)   | 3    | 0   | Almere City  |
| 4  | HV | Hidde ter Avest        | 20 tháng 5, 1997 (19 tuổi)  | 9    | 0   | Twente       |
| 5  | HV | Calvin Verdonk         | 26 tháng 4, 1997 (19 tuổi)  | 13   | 0   | PEC Zwolle   |
| 6  | TV | Laros Duarte           | 28 tháng 2, 1997 (19 tuổi)  | 10   | 0   | PSV          |
| 7  | TĐ | Steven Bergwijn        | 8 tháng 10, 1997 (18 tuổi)  | 16   | 6   | PSV          |
| 8  | TV | Abdelhak Nouri         | 2 tháng 4, 1997 (19 tuổi)   | 19   | 7   | Ajax         |
| 9  | TĐ | Sam Lammers            | 30 tháng 4, 1997 (19 tuổi)  | 10   | 7   | PSV          |
| 10 | TV | Jari Schuurman         | 22 tháng 2, 1997 (19 tuổi)  | 17   | 4   | Feyenoord    |
| 11 | TV | Kenneth Paal           | 24 tháng 6, 1997 (19 tuổi)  | 7    | 0   | PSV          |
| 12 | HV | Julian Lelieveld       | 24 tháng 11, 1997 (18 tuổi) | 10   | 0   | Vitesse      |
| 13 | HV | Jurich Carolina        | 15 tháng 7, 1998 (17 tuổi)  | 5    | 0   | PSV          |
| 14 | TV | Carel Eiting           | 11 tháng 2, 1998 (18 tuổi)  | 2    | 1   | Ajax         |
| 15 | TĐ | Vince Gino Dekker      | 22 tháng 3, 1997 (19 tuổi)  | 9    | 2   | Ajax         |
| 16 | TM | Maarten Paes           | 14 tháng 5, 1998 (18 tuổi)  | 0    | 0   | NEC          |
| 17 | TĐ | Dennis van der Heijden | 17 tháng 2, 1997 (19 tuổi)  | 0    | 0   | ADO Den Haag |
| 18 | TV | Michel Vlap            | 2 tháng 6, 1997 (19 tuổi)   | 3    | 0   | Heerenveen   |

### Pháp
Ngày 6 tháng 7 năm 2016, Pháp công bố đội hình chính thức.
Huấn luyện viên: Ludovic Batelli
| Số | VT | Cầu thủ             | Ngày sinh (tuổi)            | Trận | Bàn | Câu lạc bộ          |
| -- | -- | ------------------- | --------------------------- | ---- | --- | ------------------- |
| 1  | TM | Paul Bernardoni     | 18 tháng 4, 1997 (19 tuổi)  | 9    | 0   | Bordeaux            |
| 2  | HV | Enock Kwateng       | 9 tháng 4, 1997 (19 tuổi)   | 14   | 0   | Nantes              |
| 3  | HV | Olivier Boscagli    | 18 tháng 11, 1997 (18 tuổi) | 14   | 1   | Nice                |
| 4  | HV | Jérôme Onguéné      | 22 tháng 12, 1997 (18 tuổi) | 12   | 2   | Sochaux             |
| 5  | HV | Issa Diop           | 9 tháng 1, 1997 (19 tuổi)   | 15   | 2   | Toulouse            |
| 6  | HV | Jérémy Gelin        | 24 tháng 4, 1997 (19 tuổi)  | 9    | 1   | Rennes              |
| 7  | TĐ | Jean-Kévin Augustin | 16 tháng 6, 1997 (19 tuổi)  | 8    | 6   | Paris Saint-Germain |
| 8  | TV | Lucas Tousart       | 29 tháng 4, 1997 (19 tuổi)  | 16   | 0   | Lyon                |
| 9  | TĐ | Florian Ayé         | 19 tháng 1, 1997 (19 tuổi)  | 13   | 3   | Auxerre             |
| 10 | TĐ | Marcus Thuram       | 6 tháng 8, 1997 (18 tuổi)   | 10   | 3   | Sochaux             |
| 11 | TĐ | Kylian Mbappé       | 20 tháng 12, 1998 (17 tuổi) | 3    | 2   | Monaco              |
| 12 | TV | Ludovic Blas        | 31 tháng 12, 1997 (18 tuổi) | 6    | 4   | Guingamp            |
| 13 | HV | Clément Michelin    | 11 tháng 5, 1997 (19 tuổi)  | 6    | 0   | Toulouse            |
| 14 | TV | Amine Harit         | 18 tháng 6, 1997 (19 tuổi)  | 7    | 0   | Nantes              |
| 15 | HV | Faitout Maouassa    | 6 tháng 7, 1998 (18 tuổi)   | 0    | 0   | Nancy               |
| 16 | TM | Quentin Braat       | 6 tháng 7, 1997 (19 tuổi)   | 7    | 0   | Nantes              |
| 17 | TV | Denis-Will Poha     | 28 tháng 5, 1997 (19 tuổi)  | 14   | 0   | Rennes              |
| 18 | TV | Jeando Fuchs        | 11 tháng 10, 1997 (18 tuổi) | 4    | 0   | Sochaux             |

### Anh
Ngày 6 tháng 7 năm 2016, Anh công bố đội hình chính thức.
Huấn luyện viên: Aidy Boothroyd
| Số | VT | Cầu thủ                | Ngày sinh (tuổi)            | Trận | Bàn | Câu lạc bộ        |
| -- | -- | ---------------------- | --------------------------- | ---- | --- | ----------------- |
| 1  | TM | Freddie Woodman        | 4 tháng 3, 1997 (19 tuổi)   |      |     | Newcastle United  |
| 2  | HV | Jonjoe Kenny           | 15 tháng 3, 1997 (19 tuổi)  |      |     | Everton           |
| 3  | HV | Callum Connolly        | 23 tháng 9, 1997 (18 tuổi)  |      |     | Everton           |
| 4  | TV | Jordan Rossiter        | 24 tháng 3, 1997 (19 tuổi)  |      |     | Rangers           |
| 5  | HV | Taylor Moore           | 12 tháng 5, 1997 (19 tuổi)  |      |     | Lens              |
| 6  | HV | Dael Fry               | 30 tháng 8, 1997 (18 tuổi)  |      |     | Middlesbrough     |
| 7  | TĐ | Tammy Abraham          | 2 tháng 10, 1997 (18 tuổi)  |      |     | Chelsea           |
| 8  | TV | Joshua Onomah          | 27 tháng 4, 1997 (19 tuổi)  |      |     | Tottenham Hotspur |
| 9  | TĐ | Dominic Solanke        | 14 tháng 9, 1997 (18 tuổi)  |      |     | Chelsea           |
| 10 | TĐ | Sheyi Ojo              | 19 tháng 6, 1997 (19 tuổi)  |      |     | Liverpool         |
| 11 | TĐ | Isaiah Brown           | 7 tháng 1, 1997 (19 tuổi)   |      |     | Chelsea           |
| 12 | HV | Kyle Walker-Peters     | 13 tháng 4, 1997 (19 tuổi)  |      |     | Tottenham Hotspur |
| 13 | TM | Sam Howes              | 10 tháng 11, 1997 (18 tuổi) |      |     | West Ham United   |
| 14 | TV | Ryan Ledson            | 19 tháng 8, 1997 (18 tuổi)  |      |     | Everton           |
| 15 | HV | Fikayo Tomori          | 19 tháng 12, 1997 (18 tuổi) |      |     | Chelsea           |
| 16 | TV | Reece Oxford           | 16 tháng 12, 1998 (17 tuổi) |      |     | West Ham United   |
| 17 | TĐ | Ademola Lookman        | 20 tháng 10, 1997 (18 tuổi) |      |     | Charlton Athletic |
| 18 | TV | Ainsley Maitland-Niles | 29 tháng 8, 1997 (18 tuổi)  |      |     | Arsenal           |
| 19 | HV | Tafari Moore1          | 5 tháng 7, 1997 (19 tuổi)   |      |     | Arsenal           |

1. ^ Tafari Moore được triệu tập tham gia giải đấu vì chấn thương của Callum Connolly.